# Яно, Хироми
Хироми Яно (яп. 矢野広美, англ. Hiromi Yano; р. 5 января 1955, Масухо (ныне — часть города Фудзикава), префектура Сайтама, Япония) — японская волейболистка, центральная блокирующая. Чемпионка летних Олимпийских игр 1976 года, чемпионка мира 1974.

## Биография
Волейболом Хироми Яно начала заниматься в родном городе Масухо (ныне — часть города Фудзикава) и до 1973 играла за местную команду высшей коммерческой школы, после чего была приглашена в одну из сильнейших команд страны — «Хитати Мусаси», главным тренером которой работал наставник сборной Японии Сигэо Ямада и где было сконцентрировано большинство волейболисток национальной команды. В составе «Хитати» Мацуда 5 раз становилась чемпионкой страны.
В 1974—1978 Яно выступала за сборную Японии, выиграв в её составе 5 золотых наград официальных международных турниров. В их числе Олимпиада-1976, чемпионат мира 1974, Кубок мира 1977. После «серебра» мирового первенства 1978 года покинула сборную, а ещё через завершила игровую карьеру. В дальнейшем работала тренером преимущественно школьных и студенческих команд.

### Клубная карьера
- 1970—1973 —  «Масухо Яманаси коммерсл хай скул» (Масухо);
- 1973—1979 —  «Хитати Мусаси» (Кодайра).

## Достижения

### Клубные
- 5-кратная чемпионка Японии — 1974—1978;
  - двукратный серебряный призёр чемпионатов Японии — 1973, 1979.

### Со сборной Японии
- Олимпийская чемпионка 1976;
- чемпионка мира 1974;
  - серебряный призёр чемпионата мира 1978.
- победитель розыгрыша Кубка мира 1977.
- чемпионка Азиатских игр 1974.
- чемпионка Азии 1975.

### Индивидуальные
- 1976: по итогам чемпионата Японии вошла в символическую сборную.
- 1977: по итогам чемпионата Японии вошла в символическую сборную.
- 1978: по итогам чемпионата Японии вошла в символическую сборную.